# Douglas Aircraft Company
A Douglas Aircraft Company foi uma empresa americana fundada em 1921. Fundiu-se com a McDonnell Aircraft Corporation em 1967, por causa de problemas financeiros, em 1997 a McDonnell Douglas se fundiu com a Boeing.

## História

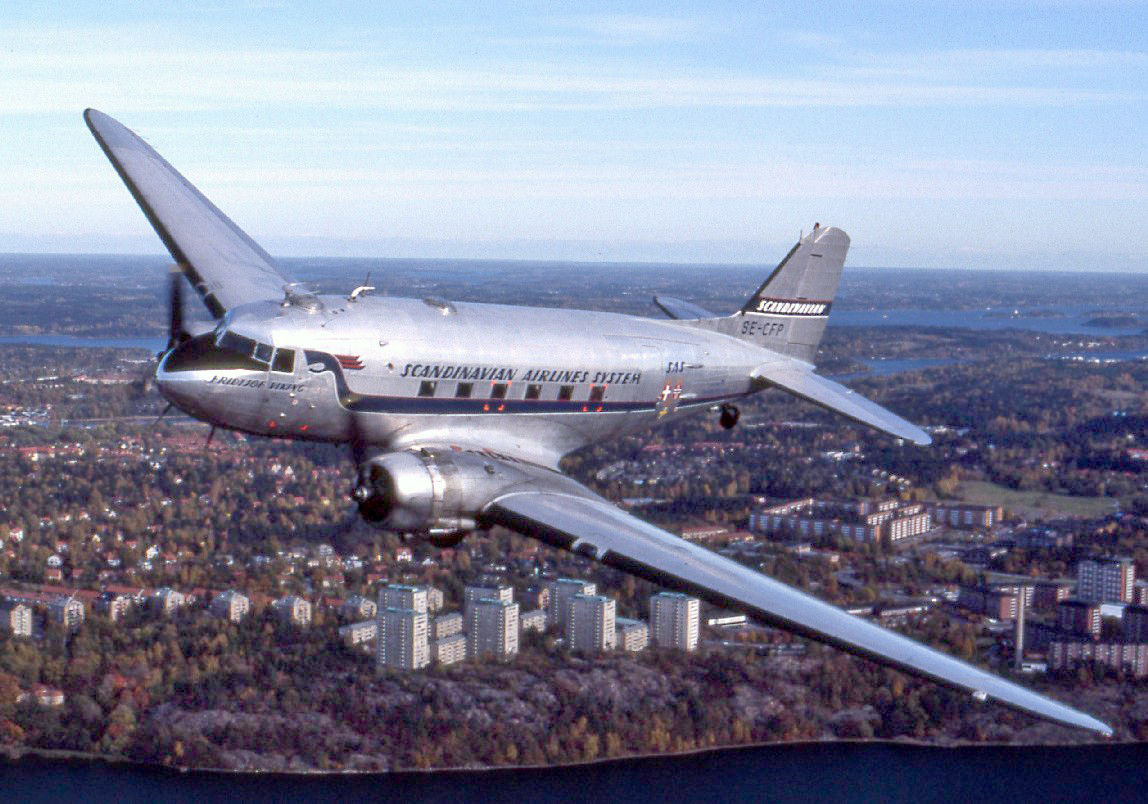
Douglas DC-3.

A empresa foi fundada em 1921 por Donald Wills Douglas, em 1924 o Douglas World Cruiser (uma versão modificada do Douglas DT) foi a primeira aeronave a fazer uma volta ao mundo. Na década de 1930, a Douglas produz o DC-3, aeronave que revolucionou o transporte aéreo comercial, foram produzidas mais de 600 aeronaves que também foram utilizadas na Segunda Guerra Mundial, durante a guerra também foi criada uma joint entre a Douglas, a Boeing e a Vega, chamada de BVD. Em 1958, produziu o seu primeiro jato comercial o DC-8, a aeronave foi criada para concorrer com o Boeing 707, em 1965 começou a produzir o DC-9 com foco em viagens de curta e média duração. Em 1967 a empresa se fundiu com a McDonnell Aircraft, criando assim a McDonnell Douglas.

## Aeronaves

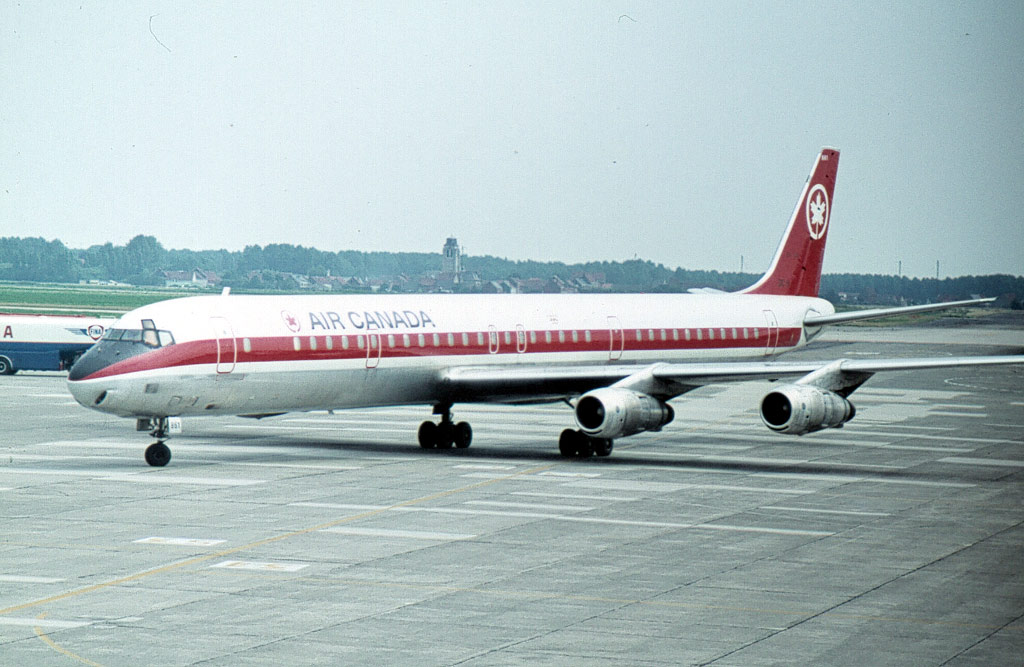
Douglas DC-8.

Ordenado em ordem de introdução
| Nome                             | Ano do primeiro voo | Tipo de aeronave        |
| -------------------------------- | ------------------- | ----------------------- |
| DT                               | 1921                | Torpedeiro              |
| DWC                              | 1923                | Hidroavião              |
| O-2                              | 1924                | Observação              |
| C-1                              | 1925                | Transporte              |
| M-1                              | 1925                | Correio Aéreo           |
| T2D                              | 1927                | Torpedeiro              |
| BT-1/BT-2                        | 1930                | Treinamento             |
| Dolphin                          | 1930                | Hidroavião              |
| O-31                             | 1930                | Observação              |
| B-7/O-35                         | 1931                | Bombardeiro/Observação  |
| XT3D                             | 1931                | Torpedeiro              |
| DC-1                             | 1933                | Transporte              |
| DC-2                             | 1934                | Transporte              |
| Douglas B-18 Bolo                | 1935                | Bombardeiro             |
| DC-3                             | 1935                | Transporte              |
| TBD Devastador                   | 1935                | Torpedeiro              |
| Douglas DB-7 Boston / A-20 Havoc | 1938                | Ataque/Bombardeiro      |
| SBD Dauntless                    | 1938                | Bombardeiro de Mergulho |
| DC-4E                            | 1938                | Transporte              |
| B-23 Dragon                      | 1939                | Bombardeiro             |
| DC-4                             | 1939                | Transporte              |
| DC-5                             | 1939                | Transporte              |
| Douglas XB-19                    | 1941                | Bombardeiro             |
| A-26 Invader                     | 1941                | Ataque/Bombardeiro      |
| BTD Destroyer                    | 1943                | Bombardeiro/Torpedeiro  |
| XB-42                            | 1944                | Bombardeiro             |
| A-1 Skyraider                    | 1945                | Ataque                  |
| C-74 Globemaster                 | 1945                | Transporte              |
| XB-43                            | 1946                | Bombardeiro             |
| DC-6                             | 1946                | Transporte              |
| D-558-1 Skystreak                | 1947                | Experimental            |
| D-558-2 Skyrocket                | 1948                | Experimental            |
| F3D Skyknight                    | 1948                | Caça                    |
| Douglas C-124 Globemaster II     | 1949                | Transporte              |
| A2D Skyshark                     | 1950                | Ataque                  |
| F4D Skyray                       | 1951                | Caça                    |
| A-3 Skywarrior                   | 1952                | Ataque/Bombardeiro      |
| X-3 Stiletto                     | 1952                | Experimental            |
| A-4 Skyhawk                      | 1954                | Ataque                  |
| B-66 Destroyer                   | 1954                | Bombardeiro             |
| DC-7                             | 1953                | Transporte              |
| F5D Skylancer                    | 1956                | Caça                    |
| C-133 Cargomaster                | 1956                | Transporte              |
| F6D Missileer                    | 1958                | Caça                    |
| DC-8                             | 1958                | Transporte              |
| DC-9                             | 1965                | Transporte              |
| DC-10                            | 1971                | Transporte              |